# Los ojos vendados
Los ojos vendados is een Spaans-Franse dramafilm uit 1978 onder regie van Carlos Saura.

## Verhaal
Een toneelregisseur gaat naar een conferentie over politieke folteringen en wil er een stuk over maken. Een burgervrouw wordt de hoofdrolspeelster en ze gaat zich identificeren met de slachtofferrol. Enkele groepen trachten de première van de voorstelling tegen te houden.

## Rolverdeling
| Acteur                  | Personage    |
| ----------------------- | ------------ |
| Geraldine Chaplin       | Emilia       |
| José Luis Gómez         | Luis         |
| Xabier Elorriaga        | Manuel       |
| Lola Cardona            | Tante        |
| André Falcon            | Advocaat     |
| Manuel Guitián          | Oom          |
| Carmen Maura            | Verpleegster |
| Fabienae Molière        |              |
| Judith Cuquele Tarasiuk |              |
| Dominique Lestournel    |              |